# Fischmob
Fischmob war eine deutsche Hip-Hop-Band, die 1993 in Hamburg gegründet wurde und bis 1998 aktiv war.

## Bandgeschichte
1993 gründeten Sven Mikolajewicz, Daniel Sommer, Rafael Stachowiak und Stefan Kozalla eine Band, hervorgegangen aus den aus Hamburg und Flensburg stammenden Gruppen TBC Attack und Daily Opressors. 1994 trennte sich das Projekt, das damals noch unter dem Namen TBC Attack + Fischmob firmierte, vom ersten Teil des Namens und nannte sich fortan nur noch Fischmob.
1994 erschien die erste Single Ey, Aller. Bonanzarad folgte noch im gleichen Jahr. 1995 erschien das Debütalbum Männer können seine Gefühle nicht zeigen. Das Album enthält gesellschaftskritische Songs (Du nennst mich Penner, 4'55), ernste Stücke, einige Spaßlieder (Hasch un Rock sowie Jazzmusik & Alkohol) sowie elektronische Experimente. Cosmic DJ und DJ Koze beteiligten sich daraufhin an der Single Nordisch by Nature von Fettes Brot. Fischmob tourte wenig später als Vorband von Die Ärzte durch Deutschland, woraufhin deren Manager Axel Schulz das Management übernahm. Sven Francisco und DJ Koze begannen mit Mikolajewicz bzw. Adolf Noise Soloprojekte.
Das zweite Album Power wurde 1998 veröffentlicht. Der Track Susanne zur Freiheit wurde als Single ausgekoppelt und erreichte in den deutschen Single-Charts Platz 72. Auf ihm sind u. a. Dendemann, die Stieber Twins, Smudo und Michael Beck von Die Fantastischen Vier zu hören. Das Album erreichte ohne nennenswertes Airplay von MTV oder VIVA Platz 29.
Die Gruppe löste sich auf, als Sven Francisco verkündete auszusteigen. Mit ambientorientierten Soloprojekten machten er, der außerdem mit lotte ohm. und Christian von Aster kollaborierte (Hinter diesen Mauern, Lied zu Dungeon Keeper 2, deutscher Charteinstieg auf Platz 44), unter seinem Familiennamen Mikolajewicz und Stachy als Hofuku Sochi weiter, während Koze und Cosmic mit dem Münsteraner Erobique die Band International Pony gründeten. Koze arbeitet regelmäßig als DJ, hat 2010 mit Pampa Records ein eigenes Plattenlabel gegründet und veröffentlicht unter eigenem Namen oder als Adolf Noise Platten.

## Diskografie
Studioalben
- 1995: Männer können seine Gefühle nicht zeigen
- 1998: Power

Extended Plays
- 1995: In Orange (Vinyl)

Singles
- 1994: Ey Aller
- 1994: Bonanzarad
- 1997: Ich hab Dich lieb!
- 1997: The Doors of Passion (Enthält den Titel Dreckmarketing V 1.7, der durch das dazugehörige Video bekannt wurde.)
- 1997: Tranquilo
- 1997: Triggerflanke
- 1998: Susanne zur Freiheit (gemeinsam mit Dendemann, Hausmarke, Smudo und den Stieber Twins)
- 1998: Du (äh Du)

Videoalben
- 1997: WDR Rockpalast (Auftritt vom Bizarre-Festival 1997)